# Antonio Tironi
Antonio Tironi, conosciuto anche come Antonio da Bergamo, Antonio da Udine o Antonio Veneto (Bergamo, 1470-1475 – 1528), è stato uno scultore e pittore italiano.

## Biografia
Figlio di Simone de Ieronimis, nacque a Bergamo. Poche sono le informazioni sulla vita dello scultore del legno, probabilmente i primi anni li trascorse a Venezia, e poi risulta essere presente nei primi anni del '500 a Udine nella bottega dell'intagliatore del Bartolomeo da San Vito che risulta essere molto attivo nel XV e XVI secolo sul territorio friulano iniziando come doratore.  il suo primo lavoro risulta essere la doratura del polittico della basilica mariana di Aquileia nel 1502.
Apprese quindi il mestiere dal Dell'Occhio, diventando presto suo collaboratore per aprire poi una propria bottega nella zona di Mercatovecchio. Avergli attribuito più di un nome ha creato non poche difficoltà nell'identificazione delle sue opere attraverso le varie commissioni.
Il polittico realizzato per la chiesa di Santa Maria a Paluzza, esprime la capacità dell'artista. Questo si sviluppa su tre livelli con tre statue lignee ad ogni livello poste nelle relative nicchie delimitate da pilastrini traforati. Particolarmente interessante è il polittico conservato come pala d'altare nella chiesa di Santa Maria Maggiore a Dierico dove su tre livelli vi sono poste le statue raffiguranti la Madonna col Bambino centrale nel primo livello, San Giorgio che uccide il drago nel secondo e centrale nel Cristo Redentore.  Accanto a loro le statue dorate dei santi: Lucia, Caterina, Apollonia e Barbara, Floriano, Urbano, Vito, Rocco, Leonardo, Giovanni Battista, Pietro e Michele. Le cornici del polittico sono decorate con intagli floreali che ricordano opere eseguite nella basilica di Santa Maria Maggiore di Bergamo dalla bottega di Pietro Bussolo. Uno spirito dell'opera eseguita sicuramente in un periodo più maturo dell'artista, dove il gotico lascia spazio alla plasticità del rinascimento.

## Opere
- Polittico, 1502, doratura dell'opera di Daniele da San Vito per la basilica mariana di Aquileia;
- Madonna con Bambino e Dio chiesa di Santa Maria a Paluzza;
- San Giovanni Battista, 1528 circa, chiesa di San Leonardo, Osais di Prato Carnico;
- Altarolo per il santuario della Madonna di Trava nel 1513;
- Ancona per Pesariis nel 1516. Di questo lavoro sono rimaste tre statue di cui due conservate in collezioni private, e una nel museo diocesano d'arte sacra di Udine,
- Madonna con Bambino chiesa di Mereto di Capitolo, 1516;
- Parte di altare per la chiesa di Ronchis, 1518;
- Polittico chiesa di San Martino al Tagliamento, 1522, del polittico restano in collezione privata tre statue;
- Crocifisso chiesa di San Martino al Tagliamento, 1522,
- Polittico per la chiesa di Santa Maria di Dierico di Paularo, 1522-1527;